# Alba Roversi
Alba Roversi, född 14 augusti 1961 i Valencia, är en venezuelansk skådespelare.

## Filmografi (i urval)
- 1983 - Gata borracha
- 1998 - 100 años de perdón
- 2004 - Angel Rebelde
- 2005 - El Amor No Tiene Precio